# Acacia camptoclada
Acacia camptoclada är en ärtväxtart som beskrevs av Cecil Rollo Payton Andrews. Acacia camptoclada ingår i släktet akacior, och familjen ärtväxter. Inga underarter finns listade i Catalogue of Life.